# Olga Lobyntseva
Olga Lobyntseva –en ruso, Ольга Лобынцева– (27 de mayo de 1977) es una deportista rusa que compitió en esgrima, especialista en la modalidad de florete.
Ganó dos medallas en el Campeonato Mundial de Esgrima, oro en 2002 y plata en 2001, y dos medallas en el Campeonato Europeo de Esgrima, oro en 2008 y plata en 2009.

## Palmarés internacional
| Campeonato Mundial | Campeonato Mundial | Campeonato Mundial | Campeonato Mundial  |
| Año                | Lugar              | Medalla            | Prueba              |
| ------------------ | ------------------ | ------------------ | ------------------- |
| 2001               | Nimes (Francia)    | Medalla de plata   | Florete por equipos |
| 2002               | Lisboa (Portugal)  | Medalla de oro     | Florete por equipos |
| Campeonato Europeo |                    |                    |                     |
| Año                | Lugar              | Medalla            | Prueba              |
| 2008               | Kiev (Ucrania)     | Medalla de oro     | Florete por equipos |
| 2009               | Plovdiv (Bulgaria) | Medalla de plata   | Florete por equipos |